# Стара Миява (водосховище)
Стара Миява (Stará Myjava) — водосховище на Мияві; місце розташування — округ Миява.
Площа 1,2 км2. Збудовано на Мияві в 1968-1973-х роках. Розташоване біля села  Стара Миява.